# Герб Карело-Финской ССР

Герб Карело-Финской ССР

Герб Карело-Финской ССР (фин. Karjalais-suomalaisen sosialistisen neuvostotasavallan vaakuna) — государственный символ Карело-Финской
Советской Социалистической Республики. Герб КФССР базируется на гербе Советского Союза.
Государственный герб Карело-Финской Советской Социалистической Республики представляет собой изображение серпа и молота, леса, реки и гор в лучах восходящего солнца и в обрамлении колосьев ржи и сосновых ветвей. Надписи «Карело-Финская ССР» и «Пролетарии всех стран, соединяйтесь!» на русском и финском языках. В верхней части герба — пятиконечная звезда.
Герб принят в 1940 г. при образовании союзной республики, упразднён в 1956 г. при преобразовании Карело-Финской ССР в Карельскую АССР в составе РСФСР.
Фонтан дружбы народов на ВДНХ установлен в 1954 году и по кругу стоят не 15 девушек-республик (как во времена позднего СССР), а 16 (включая Карело-Финскую ССР).

Герб на почтовой марке СССР